# Soulcalibur Legends
Soulcalibur Legends (ソウルキャリバー レジェンズ?, Sourukyaribā Rejenzu) è un videogioco d'avventura per Wii, spin-off della serie Soulcalibur.

## Trama
La trama di Soulcalibur Legends si svolge tra Soul Edge e Soulcalibur ed è basata sulla trasformazione di Siegfried Schtauffen in Nightmare. Il gioco inizia con Siegfried che trova la Soul Edge su una nave e ingaggia uno scontro con Cervantes de Leon sulla prua. In seguito, Siegfried viene assoldato dal Sacro Romano Impero per cercare i restanti pezzi della spada malefica ed usarli per sconfiggere i barbari dell'Impero ottomano.

## Personaggi
Il gioco mette a disposizione sette personaggi giocabili. Fanno un'apparizione come boss non giocabili Cervantes e Nightmare. Assassin, Berserker e i Lizardmen appaiono come nemici generici, mentre il ruolo di ospite d'onore spetta a Lloyd Irving di Tales of Symphonia.

### Personaggi giocabili
- Astaroth (nominato Astaroth α) alpha
- Heishiro Mitsurugi
- Isabella "Ivy" Valentine
- Lloyd Irving (personaggio ospite)
- Siegfried Schtauffen
- Sophitia Alexandra
- Taki

## Adattamento manga
Un adattamento manga è stato pubblicato nel primo anno di pubblicazione della rivista giapponese Kerokero Ace. I protagonisti sono Siegfried, Iska e Ivy Valentine e lo stile è molto vicino alla commedia, presentando spesso degli yonkoma.